# Balivanich
Balivanich (en gaélique écossais : Baile a' Mhanaich) est un village situé sur l’île de Benbecula, dans les Hébrides extérieures, au large de la côte ouest de l’Écosse. C'est le centre principal de Benbecula et des îles adjacentes de North Uist, South Uist et de plusieurs îles plus petites. Balivanich fait partie de la paroisse de South Uist.

## Histoire
Le nom signifiant « ville du moine » se rapporte probablement à un monastère qui y aurait été fondé dès le VIe siècle. Teampull Chaluim Chille, une ancienne église dédiée à Colomba, aurait pu faire partie de ce monastère ; ses restes sont encore visibles au sud du village. Un aérodrome situé au nord, construit pendant la Seconde Guerre mondiale, est devenu le centre de contrôle de la chaîne de fusées des Hébrides, créé en 1957 au plus fort de la guerre froide. C'est maintenant l'aéroport de Benbecula.

## Géographie
Balivanich est situé sur la côte nord-ouest de Benbecula, dans une zone essentiellement plate (0 à 10 mètres d'altitude). Lors du recensement du 29 avril 2001, le territoire du village couvrait 3,76 kilomètres carrés.

### Climat
Une station météorologique a collecté des données climatiques pour l’île à l’aéroport de Benbecula. Comme dans le reste des îles Britanniques et en Écosse, Balivanich jouit d'un climat maritime caractérisé par des étés frais et des hivers doux et particulièrement venteux en raison de sa position directe face à l'Atlantique nord. 
| Mois | jan. | fév. | mars | avril | mai | juin | jui. | août | sep. | oct. | nov. | déc. |
| ---- | ---- | ---- | ---- | ----- | --- | ---- | ---- | ---- | ---- | ---- | ---- | ---- |

## Économie
Le conseil local (Comhairle nan Eilean Siar) a des bureaux à Balivanich et il y a aussi un bureau de poste, un hôpital, une école primaire et plusieurs magasins et cafés.

## Transport

### Route
Balivanich est sur la B892 et est relié à la route principale nord-sud, qui est la A865. Celle-ci relie North Uist, Benbecula et South Uist. Le village est desservi par la ligne de bus W17  qui relie Berneray au nord et Eriskay au sud. Ce service est fourni par le gouvernement local pour les îles occidentales (Comhairle nan Eilean Siar) en collaboration avec les compagnies de bus locales et le service CarPostal. Les bus sont réguliers mais peu fréquents en raison du faible nombre d'habitants. 

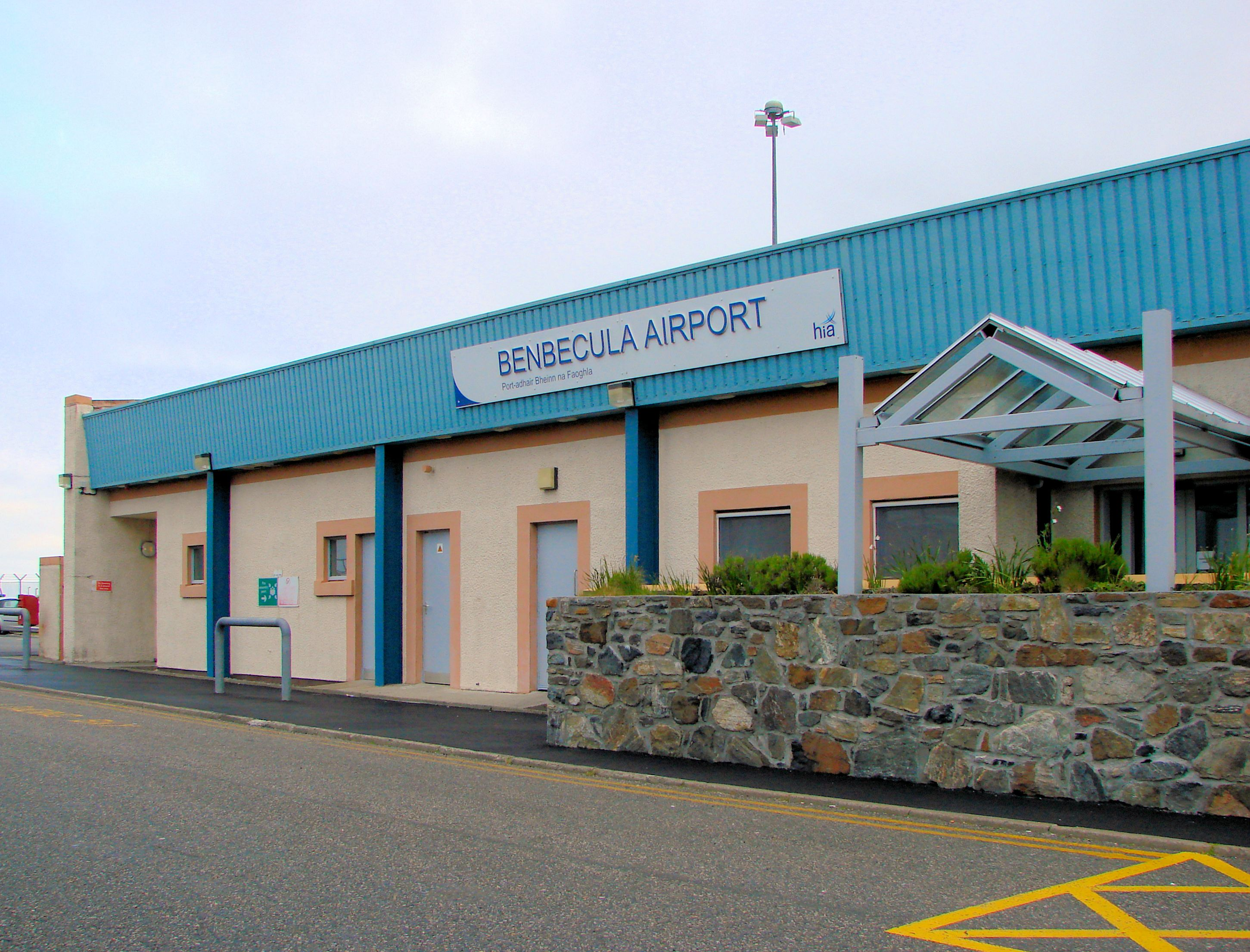
Benbecula dans le bâtiment de réception de l'aéroport Balivanich

Plusieurs services de taxi privés complètent le trafic de bus. En outre, il existe un service de transport régulier de porte à porte pour les personnes âgées et à mobilité réduite, conduisant aux magasins, aux banques, aux bureaux de poste et à d’autres équipements importants dotés de minibus.

### Aéroport
L'aéroport de Benbecula (Port Adhair Bheinn na Fadhla ; AITA : BEB ; OACI : EGPL) est situé à la périphérie nord du village. L’opérateur est la Highlands and Islands Airports Limited basée à Inverness.
Les opérations comprennent des vols réguliers vers le continent (Inverness via Stornoway et Glasgow International) et des vols de fret postal. De plus, l'aéroport est utilisé, en raison de son emplacement central à proximité de l'hôpital, comme site d'atterrissage pour les hélicoptères et les aéronefs de sauvetage. Certains terrains sont également utilisés par la Royal Air Force pour faire le plein et à des fins de transport et de logistique.